# ElPozo
ElPozo ist ein spanischer Hersteller von Fleisch- und Wurstwaren. Das Unternehmen ist Teil der Lebensmittel-Holding Grupo Fuertes.

## Geschichte
Das Unternehmen entstand im Jahr 1954 aus einem Wurstwarengeschäft, das im Jahr 1936 in Alhama de Murcia eröffnet worden war. 1971 eröffnete das ElPozo den ersten eigenen Schlachthof mit Kühlanlage und Zerlegungsraum.

## Unternehmen
ElPozo ist mit einem Umsatz von 1129 Millionen Euro, was einer Steigerung von 8,4 Prozent im Vergleich zum Vorjahr (Geschäftsjahr 2017) entspricht, nach der Hefame-Gruppe das zweitwichtigste Unternehmen der autonomen Gemeinschaft Murcia. Im Jahr 2018 übersteigt die Belegschaft 4.600 Mitarbeiter. Das Unternehmen ist in 75 Ländern der Welt vertreten und exportiert in vier Kontinente. Das Unternehmen belegt den 20. Platz in der Rangliste des spanischen Lebensmittelsektors und ist die Nummer eins in folgenden autonomen Gemeinschaften und Provinzen: Andalusien, Kastilien-La Mancha, Kanarische Inseln, Murcia und Extremadura.
2018 erhält ElPozo Alimentación von der Deutschen Landwirtschafts-Gesellschaft (DLG) zwei Goldmedaillen für die Qualität ihrer Produkte.

## Kritik
Im Februar 2018 geriet das Unternehmen in die Kritik, als die Haltungsbedingungen von Schweinen des Mastberiebs Cefusa bekannt wurden. Deutsche Discounter nahmen daraufhin die Produkte von ElPozo aus den Regalen. Das Unternehmen bestritt die Vorwürfe und reagierte nach eigenen Angaben mit einem „ehrgeizigen Protokoll über den Tierschutz und das Wohlergehen der Tiere in Spanien“.

## Sport-Sponsoring
ElPozo ist der Sponsor des Futsal-Teams ElPozo Murcia FS.